# Netopýrka pivovar
Netopýrka létající pivovar je řemeslný minipivovar bez vlastního varního zařízení, který vaří v Česku podle svých receptů při zapojení netradičních a exotických surovin, nebo netradičních postupů.

## Historie
Pivovar byl založen v roce 2021, první oficiální představení prvního piva (Sakuráč 10°) proběhlo dne 1. 10. 2021 na plese Cosples.
Na základě ohlasů pivovar mírně upravil recepturu a od roku 2022 uvedl na trh Sakuráč 11°. Jedná se o česko-japonské „čajové“ pivo, které spolu s čajem Sakurabacha představi primárně na čajových festivalech festivalech v rámci ČR a Evropy a také na festivalech zaměřených na japonskou kulturu. Pivovar v tomto roce rovněž navázal spolupráci s Česko-japonskou společností a pravidelně se účastní jejích akcí. Tato pivo se jen výjimečně objevuje na čepu v kamenných podnicích.
V listopadu 2022 uvařil pivovar své druhé pivo OX-Oxymoron 13°. Jedná se o pivní styl, který pivovar nazývá „Lager Ale“ – je raritní, a většina pivovarů v tomto směru z mnoha důvodů neexperimentuje. Kombinuje záměrně kvašení pomocí svrchních i spodních pivovarských kvasnic. Pivovar to nazývá „kvašení podobojí“ – obvykle se jinak u piv uvádí, že jsou buď svrchně, nebo spodně kvašená. Pivo bylo představeno poprvé v Brně u příležitosti oslav 17. listopadu.
V prosinci 2022 zahájil pivovar spolupráci s brněnskou Krčmou Stregobor, kterou prezentují jako svou „pivovarskou krčmu,“ kde jsou trvale na čepu všechna piva pivovaru.
Od roku 2023 nabízí pivovar na tematických akcích specialitu dovezenou z Japonska – pivo s maččou – používají své vlastní pivo Matcha Iri OX, a kvalitní práškovou mačču z Gyokura od českého dodavatele Rishe Tea.

## Produkty pivovaru
V současné době vyrábí minipivovar následující druhy piv:
- Sakuráč 11°[3] – Sakura sour
- OX-Oxymoron 13°[3] – Lager Ale / pololežák, pivo kvašené podobojí (svrchními i spodními kvasinkami)[10][9][11]
- Matcha Iri OX[12] – Nápoj inspirovaný v Japonsku, do čerstvě natočeného piva OX-Oxymoron přidají malé množství čerstvě našlehaného japonského práškového čaje mačča tak, aby se nápoj probarvil do půlky zeleně.[13].

Plánovaná piva:
- Krčemný pán ?°[14] – Středověký ležák, speciál vařený dle starých receptur, kořeněný.[8]